# Jeanloup Sieff
Jeanloup Sieff (30. listopadu 1933 Paříž – 20. září 2000 tamtéž) byl francouzský fotograf. Narodil se v Paříži polským rodičům. Fotografii vystudoval u německé fotografky Gertrudy Fehrové. Je proslulý portréty politiků, významných umělců, módními fotografiemi, krajinami, známé jsou jeho akty a použití širokoúhlého objektivu. Pracoval hlavně v černobílém provedení.

## Život a dílo
V době největší slávy časopisu Camera v něm otiskoval svá nejnovější díla spolu s dalšími předními světovými fotografy, jako například Edward Steichen nebo Robert Frank.
Jeho dcera Sonia Sieff (* 1979) je francouzská portrétní a novinářská fotografka.
Zemřel na rakovinu 20. září 2000.

### Účast ve sbírkách
- Femme assise sur une chaise, 1972, 40 x 30   cm, Musée d'art de Toulon

### Ocenění
- 1959: Prix Niépce
- 1992: Grand Prix national de la photographie

## Bibliografie

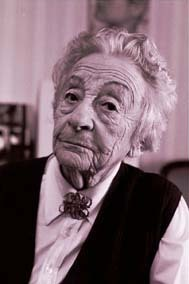
Gertrude Fehrová, od které se Sieff učil fotografovat (foto: Erling Mandelmann,1989)